# 매브 더모디
매브 더모디(Maeve Dermody, 1985년 1월 1일 ~ )는 오스트레일리아의 배우이다.

## 출연 작품
- 시크릿 가든 (2020)
- 버디 (2018)
- 2시 22분 (2017)
- 더 스페이스 비트윈 (2016)
- 마르첼라 (2016)
- 피어 오브 다크니스 (2014)
- 그렉스 퍼스트 데이  (2013)
- 투명인간 그리프 (2010)
- 뷰티풀 케이트 (2009)
- 호두 (2007)
- 블랙 워터 (2007)